# Johan Ceder
Johan Ceder, född 7 december 1990 i Kalix, är en svensk professionell ishockeyspelare (forward) som spelar för Narvik Hockey i Elite Hockey Ligaen under säsongen 2024–2025.
Hans moderklubb är Asplöven HC.